# Nusalala payasi
Nusalala payasi är en insektsart som beskrevs av Monserrat 2000. Nusalala payasi ingår i släktet Nusalala och familjen florsländor. Inga underarter finns listade i Catalogue of Life.